# Jackson Krecioch
Jackson Krecioch (Wisconsin, 1 de junho de 1998) é uma personalidade da internet, cantor e compositor americano revelado através do YouTube com a música Little Things. Jackson também um dos fenômenos do Musical.ly nos Estados Unidos com mais de 330 milhões de visualizações.  

## Biografia e Carreira
Jackson Krecioch nasceu no estado de Wincosin nos Estados Unidos, possui 7 irmãos, sendo uma a blogueira Katherine Krecioch. Em 2017 se mudou para Nova York, onde mora com o namorado, o lutador Dylan Geick,   antes namorava com Aaron Fuller.     Jackson Krecioch começou a sua fama na web em 2015 quando começou a viralizar na rede social Musical.ly nos Estados Unidos, possuindo hoje mais de 330 milhões de visualizações, depois as suas redes sociais começaram a bombar na web, sendo seguido por mais de 1 milhão e 300 mil pessoas no Instagram, seu canal no YouTube possui mais de 15 milhões de visualizações.  
Em 2016 assinou contrato com a Good Time Entertainment e revelou que é gay em um vídeo no YouTube, ele disse: "Eu orei para não ser gay", em 2017 fez uma turnê pelos Estados Unidos em algumas cantou músicas covers, como "Love Yourself" do Justin Bieber. Neste ano de 2018 lançou seu novo EP, chamado The Double e com o single Little Things, cujo clipe com a participação do ator Matthew Gummo. 
"Little Things" chegou a 1ª posição do iTunes nas Filipinas,   a faixa também estreou na 96 posição da parada Philippine Hot 100. 

### Singles
| "Little Things" | 2018 | Michael Weist | 96 |